# Finnbogi Petursson
Finnbogi Petursson, född 19 november 1959, är en isländsk konstnär. Finnbogi Petursson kombinerar flera olika element i sin konst såsom skulpturer, arkitektur, ljus, vatten och även ljud.

## Biografi
Finnbogi Petursson föddes 1959 i Reykjavik på Island där han fortfarande (2016) bor och jobbar. Finnbogi Petursson utbildade sig 1979 till 1983 på The Icelandic College of Art and Crafts på Island och därefter studerade han vidare 1983 till 1985 på Jan Van Eyck Akandemie i Nederländerna.
Finnbogi Petursson har sedan 1980 ställt ut sin konst på mer än 100 utställningar varav minst 39 har varit egna utställningar i länder såsom Island, USA, Österrike, Tyskland, Kanada, Irland, Sverige, Italien, Nederländerna, Ryssland, Finland, Kina, Spanien, Danmark, Belgien, Ungern, Norge och Frankrike. Finnbogi Petursson har varit utställare på t.ex. Istanbul Biennial och Venedigbiennalen och han har blivit belönad med Carnegie Art Award. Petursson är representerad vid bland annat Nordiska Akvarellmuseet.